# Hydrellia luteipes
Hydrellia luteipes är en tvåvingeart som beskrevs av Cresson 1932. Hydrellia luteipes ingår i släktet Hydrellia och familjen vattenflugor.
Artens utbredningsområde är Taiwan. Inga underarter finns listade i Catalogue of Life.